# 愛するということ (テレビドラマ)
『愛するということ』（あいするということ）はTBS系列で1993年1月8日～3月19日に放送されたテレビドラマ。

## ストーリー
父子家庭で育った月村智美は、ある日、同じビルにある建材専門の三流商社に勤めている会社員、森山良介に出会う。森山良介は、毎日をなんとなく過ごしているごく平凡なサラリーマンでおとなしいタイプの男ではあるがそれなりの恋愛や遊びもしている若者であった。甲府の両親からは早く結婚するようにとうるさく言われうんざりしていた。一方、良介はある昼休みに、会社の近くで移動販売の弁当屋で弁当を買おうとして、弁当を買っている智美に一目ぼれし、今までにない情を抱く。智美のことを知りたくなり、智美に近づき彼女が同じビルにある製薬会社の社員だと分かった。その日から良介は気長にアタックをする。智美にはすでに結婚を約束している同僚がいることを知るが、それでも前に進み大胆な行動に出る。智美もそんな彼が徐々に気になり始め、動揺する。自分の気持ちをなかなか受け入れてくれない智美に良介は、一度でいいから最後にデートしてほしいと申し出る。デートをしてくれたらこれ以上智美にアプローチをしないと約束する。智美は迷うが翌日、彼の待つ新宿駅に向かう。どこへ行くかを尋ねた智美に良介は、日帰りで甲府と答える。智美は、一度は特急に乗るのをためらうがドアが閉まるのと同時に飛び乗った。智美は、動揺の気持ちを同僚のあおいに告げる。本心と理性との狭間で大きく揺れ動く気持ちがこの二人の人生を大きく変える。

## キャスト
- 森山良介：緒形直人
- 月村智美：小泉今日子
- 松田あおい：伊藤かずえ
- 月村直子：島崎和歌子
- 林武史：石橋保
- 森山孝一：篠塚勝
- 森山美鈴：高島礼子
- 戸山郁夫：矢野武
- 平沼信彦：米岡功樹
- 月村宗三郎：橋爪功
- 小宮修：角野卓造

## 主題歌
- 「優しい雨」小泉今日子

## スタッフ
- 脚本：山元清多
- 音楽：若草恵
- プロデュース：八木康夫、貴島誠一郎
- 演出：生野慈朗、遠藤環、壁谷悌之
- プロデュース補：磯山晶、丹羽多聞アンドリウ

## 放送日程
| 各話   | 放送日        | サブタイトル       | 演出     |
| ------ | ------------- | ------------------ | -------- |
| 第1回  | 1993年1月8日  | 運命に出逢うとき   | 生野慈朗 |
| 第2回  | 1993年1月15日 | 降りしきる冬の雨…  | 生野慈朗 |
| 第3回  | 1993年1月22日 | 好きだから…        | 生野慈朗 |
| 第4回  | 1993年1月29日 | 別離のキッス       | 遠藤環   |
| 第5回  | 1993年2月5日  | 婚約解消           | 遠藤環   |
| 第6回  | 1993年2月12日 | つらすぎる決断     | 壁谷悌之 |
| 第7回  | 1993年2月19日 | 許されない過ち     | 生野慈朗 |
| 第8回  | 1993年2月26日 | 秘密を胸に抱いて   | 生野慈朗 |
| 第9回  | 1993年3月5日  | 秘密を知るとき     | 遠藤環   |
| 第10回 | 1993年3月12日 | 二度と会えない     | 遠藤環   |
| 最終回 | 1993年3月19日 | さよならのかわりに | 生野慈朗 |

## 備考
- 現在に至るまでビデオ･DVD化されていない。
- 撮影で使われた現場のひとつは、神奈川県川崎市麻生区の栗木台小学校である。

| TBS系 金曜21時枠連続ドラマ               | TBS系 金曜21時枠連続ドラマ                | TBS系 金曜21時枠連続ドラマ                 |
| 前番組                                   | 番組名                                    | 次番組                                     |
| ---------------------------------------- | ----------------------------------------- | ------------------------------------------ |
| ホームワーク （1992.10.16 - 1992.12.25） | 愛するということ （1993.1.8 - 1993.3.19） | ダブル・キッチン （1993.4.16 - 1993.6.25） |